# Fräkentjärnen (Sorsele socken, Lappland, 727522-156368)
Fräkentjärnen är en sjö i Sorsele kommun i Lappland och ingår i Umeälvens huvudavrinningsområde. Sjön har en area på 0,0934 kvadratkilometer och ligger 458 meter över havet. Fräkentjärnen ligger i Vindelälven Natura 2000-område. Sjön avvattnas av vattendraget Vällingträskbäcken.

## Delavrinningsområde
Fräkentjärnen ingår i det delavrinningsområde (727495-156394) som SMHI kallar för Inloppet i Vällingträsket. Medelhöjden är 483 meter över havet och ytan är 3,51 kvadratkilometer. Räknas de 3 avrinningsområdena uppströms in blir den ackumulerade arean 13,71 kvadratkilometer. Vällingträskbäcken som avvattnar avrinningsområdet har biflödesordning 4, vilket innebär att vattnet flödar genom totalt 4 vattendrag innan det når havet efter 330 kilometer. Avrinningsområdet består mestadels av skog (97 procent). Avrinningsområdet har 0,1 kvadratkilometer vattenytor vilket ger det en sjöprocent på 2,7 procent.